# Monte Siradella
El monte Siradella, con 166 metros, es el punto más alto de la península de El Grove, desde donde se domina con la vista la playa de la Lanzada y todo el concello, junto con el Complejo Intermareal existente en la zona. 
En lo alto del monte se sitúa un Centro de Interpretación de la Naturaleza. En la cumbre, el mirador de la Siradella, con una plataforma sobre la piedra de numerosas peñas desgastadas, entre las que destaca la conocida como Pedra Cabaleira o piedra caballera.
En las inmediaciones se encuentra un antiguo castro fortificado.